# География и природные ресурсы

Обложка журнала «География и природные ресурсы»

География и природные ресурсы — российский научный журнал, выпускаемый в г. Иркутске Институтом географии им. В.Б. Сочавы СО РАН. 
Основан академиком АН СССР В. В. Воробьевым и членом-корреспондентом РАН В. А. Снытко в 1980 г. 
В журнале публикуются материалы на следующую тематику:
- информацию о результатах научных исследований в области географического изучения природы, хозяйства, населения.
- географические аспекты решения крупных народнохозяйственных проблем;
- рациональное природопользование и охрана окружающей среды;
- географическое прогнозирование;
- комплексные региональные разработки;
- моделирование природных процессов;
- развитие картографических методов;
- географические исследования за рубежом;
- дискуссии по теории науки.

Выходит 4 раза в год. Главный редактор: д.г.н. В.М. Плюснин
Публикует информацию о результатах научных исследований в области географического изучения природы, хозяйства, населения. Освещает географические аспекты решения крупных народнохозяйственных проблем, уделяет внимание теме рационального природопользования и охраны окружающей среды, географическому прогнозированию, комплексным региональным разработкам, моделированию природных процессов, развитию картографических методов. Печатает материалы по вопросам мониторинга, географическим исследованиям в различных странах мира, дискуссии по теории науки. 
С января 2008 года издается англоязычная версия журнала в издательстве Elsevier.
Включён в список научных журналов ВАК.
ISSN 0206-1619
ISSN 1875-3728 (англ. версия)